# Історія Сент-Люсії
Сент-Люсія — одна з невеликих держав басейну Карибського моря в Америці. На неї великий відбиток наклало колоніальне правління європейських держав.

## Доколумбовий період
Острів спочатку заселили індіанці — араваки. Ще до приходу європейців їх витіснили індіанці — кариби.

## Колоніальний період
Острів відкрив Христофор Колумб 13 грудня 1502 р. на католицьке свято Св. Люсії, через це він і отримав таку назву. Формально він був оголошений володіннями Іспанії, однак іспанці майже не проводили тут ніякої діяльності. Англійці вперше висадились на острові 1605 р., але не змогли закріпитись через опір індіанців. 1635 на острові заснувала перше поселення Франція. У 1642 вона заявила свої претензії на Сент-Люсію. Іспанія, яка в той час перебувала в стані війни з Францією, зреклася своїх прав на нього. У 17 — 18 ст. за контроль над островом розгорнулася боротьба між Англією і Францією. 14 разів Сент-Люсія переходила з рук у руки. Франція 1660 уклала договір з місцевими карибами і розпочала колонізацію. Але вже 1664 Англія захопила острів. 1723—1743, 1748—1756 Сент-Люсія визнавалася нейтральною територією. Врешті-решт згідно Паризького договору острів перейшов до Британії.
1838 р. Сент-Люсія стала британською коронною колонією. Рабство скасували у 1834, в результаті чого більшість місцевого населення — раби африканського походження стали  вільними людьми. 1838—1960 острів входив до складу англійської колонії Навітряні острови. 1924 р. Британія надала Сент-Люсії обмежене самоврядування. Протягом 1958–1962 острів входив до Вест-Індської федерації — об'єднання англійських володінь Карибського моря. 27 лютого 1967 р. острів набув статусу «держави, асоційованої з Великою Британією».

## Незалежність
Незалежність від В.Британії була проголошена 22 лютого 1979 р. Першим прем'єр-міністром нової держави став Джон Комптон, тоді ж прийняли чинну конституцію. У 1979, 1982—1997 рр. уряд держави формувала Об'єднана робітнича партія (прем'єри Джон Комптон і Воген Аллен Льюїс), а в 1979—1982 та з 1997 — Лейбористська партія (прем'єри Аллен Луїзі, Вінстон Френсіс Сенак і Кенні Ентоні. Гострою проблемою є безробіття.
22 лютого 2019 р. Сент-Люсія відзначила 40-річчя своєї незалежності. Серед урядових делегацій інших держав, що прибули з цього приводу в країну, була і делегація Тайваню, з яким Сент-Люсія підтримує дипломатичні відносини.